# 文图里亚 (北达科他州)
文图里亚（英語：Venturia），是美国北达科他州下属的一座城市。根据2010年美国人口普查，该市有人口10人。